# Setsuko Sasaki
Pour les articles homonymes, voir Sasaki.
Setsuko Sasaki, née le 16 octobre 1944, est une joueuse de volley-ball japonaise.
Joueuse de l'équipe du Japon de volley-ball féminin, elle remporte le tournoi olympique de volley-ball de 1964 à Tokyo.